# Tipula haennii
Tipula haennii är en tvåvingeart som beskrevs av Dufour 1991. Tipula haennii ingår i släktet Tipula och familjen storharkrankar. Inga underarter finns listade i Catalogue of Life.